# Hybolasius pumilus
Hybolasius pumilus là một loài bọ cánh cứng trong họ Cerambycidae.